# Turkey International 2013
Die Turkey International 2013 im Badminton fanden vom 19. bis zum 22. Dezember 2013 in Istanbul statt. Es war die sechste Auflage der Turnierserie.

## Sieger und Platzierte
| Disziplin    | Gold                             | Silber                              | Bronze                               |
| ------------ | -------------------------------- | ----------------------------------- | ------------------------------------ |
| Herreneinzel | Yuhan Tan                        | Iztok Utroša                        | Nick Fransman                        |
| Herreneinzel | Yuhan Tan                        | Iztok Utroša                        | Jordy Hilbink                        |
| Dameneinzel  | Stefani Stoeva                   | Neslihan Yiğit                      | Olga Golovanova                      |
| Dameneinzel  | Stefani Stoeva                   | Neslihan Yiğit                      | Nicole Schaller                      |
| Herrendoppel | Nikita Khakimov Vasily Kuznetsov | Gordey Kosenko Alexandr Nikolaenko  | Quentin Vincent Sébastien Vincent    |
| Herrendoppel | Nikita Khakimov Vasily Kuznetsov | Gordey Kosenko Alexandr Nikolaenko  | Titon Gustaman Yohannes Hogianto     |
| Damendoppel  | Gabriela Stoeva Stefani Stoeva   | Özge Bayrak Neslihan Yiğit          | Cemre Fere Neslihan Kılıç            |
| Damendoppel  | Gabriela Stoeva Stefani Stoeva   | Özge Bayrak Neslihan Yiğit          | Laura Choinet Staša Poznanović       |
| Mixed        | Anton Kaisti Gabriela Stoeva     | Vasily Kuznetsov Viktoriia Vorobeva | Anatoliy Yartsev Evgeniya Kosetskaya |
| Mixed        | Anton Kaisti Gabriela Stoeva     | Vasily Kuznetsov Viktoriia Vorobeva | Muhammed Ali Kurt Özge Toyran        |